# Andrew Mollo
Andrew Mollo (Epsom, 15 de maio de 1940) é um especialista britânico em uniformes militares, o que o levou a uma carreira no cinema e como autor de vários livros sobre uniformes militares.

## Biografia
Andrew Mollo é filho de pai russo e mãe britânica e irmão do figurinista e consultor histórico John Mollo. Em 1956, a família mudou-se para Londres, onde estudou no Regent Street Polytechnic, atual Universidade de Westminster.

## Filme
No final da década de 1950, Mollo foi abordado por Kevin Brownlow para obter ajuda no desenvolvimento de seu filme It Happened Here. Inicialmente, ele seria consultor sobre uniformes alemães, mas ficou tão interessado no projeto que acabou coescrevendo, codirigindo e coproduzindo o filme. O filme levou oito anos para ser feito e estreou em 1964.
Mollo trabalhou para a Woodfall Film Productions como mensageiro e depois assistente de direção em Saturday Night and Sunday Morning, de 1960, e Loneliness of The Long Distance Runner, de 1962.
A expertise de uniformes de Mollo o levou a criar a Unidade de Pesquisa Histórica com seus irmãos. Isso forneceu às empresas cinematográficas conselhos sobre história militar, especialmente uniformes. Em 1965, Mollo trabalhou como consultor técnico em Doutor Jivago.
No início da década de 1970, Mollo escreveu vários livros sobre história militar e uniformes. Ele então trabalhou novamente com Kevin Brownlow no filme Winstanley, que ele coescreveu, coproduziu e codirigiu. Como consultor de uniformes alemães, Mollo aconselhou sobre filmes como The Eagle Has Landed (1977), O Pianista (2002) e Der Untergang (2004).
Mais tarde, ele assumiu o papel de designer de produção do filme Dance With a Stranger, de 1985. Ele também projetou todos os 14 episódios das séries de TV Sharpe e Hornblower.
Mollo escreveu vários livros sobre uniformes militares do século XX, com foco nos uniformes da Segunda Guerra Mundial e da Alemanha Nazista .

## Filmografia (parcial)
- 1964: It Happened Here
- 1965: Doutor Jivago
- 1965: O espião que saiu do frio
- 1967: A Noite dos Generais
- 1968: O Desafio das Águias
- 1976: Winstanley
- 1976: A Águia Pousou
- 1985: Dance com um estranho
- 1986: Nanou
- 1993: Sharpe
- 2001: Conspiração (filme de 2001)
- 2002: O Pianista
- 2004: A Queda